# Geoffrey Doumayrou
Geoffrey Doumayrou (Montpellier, 16 settembre 1989) è un ex rugbista a 15 francese, che giocava come tre quarti centro. Nella sua carriera rappresentò la Francia in tredici occasioni.

## Biografia
Doumayrou fa parte di una famiglia di rugbisti: suo fratello maggiore Quentin fu un giocatore professionista, mentre il padre Serge fu campione di Francia con il Béziers nel 1983. Nonostante il grande coinvolgimento familiare, egli iniziò l'attività rugbistica solo a quindici anni entrando nella famosa scuola di formazione di Pic Saint-Loup (dove crebbero tra gli altri François Trinh-Duc e Fulgence Ouedraogo). Trascorse lì un anno e mezzo e poi si trasferì nelle giovanili del Beziers, ma non vi rimase a lungo, infatti ben presto passò al Montpellier. 
Nel 2008 fece il suo debutto professionistico con il club proveniente dall'Hérault subentrando in una partita di Top 14 contro il Clermont. Rimase nel Montpellier per un totale di quattro stagioni, raccogliendo poco meno di sessanta presenze in tutte le competizioni senza, però, vincere nessun titolo. Nel maggio 2012 annunciò il suo passaggio allo Stade français, club con cui firmò un contratto triennale. La sua esperienza parigina coprì, invece, un arco di cinque annate che lo portarono alla vittoria del Top 2014-2015 e della Challenge Cup 2016-2017. Oltre ad essere sceso in campo come titolare in queste due finali, giocò anche quella della Challenge Cup 2012-2013 dove lo Stade Français fu sconfitto dal Leinster. A partire dalla stagione 2017-2018 militò nel La Rochelle, con cui stipulò, già nell'ottobre 2016, un accordo quadriennale. Nelle quattro annate trascorse con la squadra della città atlantica giocò la finale della Challenge Cup 2018-2019, quella del Top 14 2020-2021 e quella della Champions Cup 2020-21 perdendole tutte tre. Dalla stagione 2021-2022 fece ritorno nel Montpellier con cui vinse il campionato francese nello stesso anno. Nel maggio 2024 annunciò il suo ritiro dall'attività agonistica.
Nella stagione 2007-2008, Doumayrou entrò a far parte del Centro Nazionale di rugby di Linas-Marcoussis, il più importante centro di formazione rugbistica della federazione francese. Successivamente, nel 2009, vinse il Sei Nazioni under-20 con la nazionale giovanile francese, con la quale prese parte, lo stesso anno, anche al mondiale di categoria. La sua prima convocazione con la Francia avvenne nel 2012, quando l'allora ct Philippe Saint-André lo chiamò per il tour estivo in Argentina, senza, però, farlo mai scendere in campo. Dovette aspettare cinque anni per fare il suo debutto; nel novembre 2017 Guy Novès lo schierò titolare contro la Nuova Zelanda e, una settimana dopo, lo ripropose contro il Sudafrica. Jacques Brunel, nel suo primo anno da commissario tecnico, lo schierò durante il Sei Nazioni 2018, nel tour di giugno contro gli All Blacks e nei test-match di fine anno. La stagione successiva ottenne tre presenze nel Sei Nazioni 2019; la partita contro l'Italia di quel torneo fu l'ultima delle sue tredici apparizioni con la nazionale francese.

## Palmarès
- Campionati francesi: 2
Stade Français: 2014-15
Montpellier: 2021-22

- Challenge Cup: 1
Stade Français: 2016-17